# Sângele elfilor
Sângele elfilor (în poloneză Krew elfów) este primul roman din seria Vrăjitorul (Vânătorul) de Andrzej Sapkowski. A apărut prima dată în 1994 la editura poloneză SuperNOWA.

## Context
Amplasat într-o lume medievală pe o suprafață cunoscută sub numele de Continentul, seria se învârte în jurul „vrăjitorului”  Geralt din Rivia, vrăjitoarei Yennefer din Vengerberg și prințesei Ciri. „Vrăjitorii” sunt vânători de fiare care dezvoltă abilități supranaturale la o vârstă fragedă pentru a lupta cu fiarele și monștrii sălbatici.